# Швайгер, Эмма
Эмма Тайгер Швайгер (нем. Emma Tiger Schweiger; род. 26 октября 2002, Лос-Анджелес, Калифорния, США) — немецкая актриса кино. Эмма Швайгер известна по таким фильмам, как: «Красавчик», «Красавчик 2»,«Соблазнитель» и «Мёд в голове».

## Биография
Эмма Швайгер родилась 26 октября 2002 года в Лос-Анджелесе. Она является младшей дочерью именитого немецкого актёра, режиссёра и продюсера Тиля Швайгера и американской модели и актрисы Даны Швайгер (в девичестве Карлсен). У Эммы есть две сестры — Луна Мари (род. 1997) и Лилли Камиль (род. 1998), а также брат Валентин Флориан (род. 1995). Вскоре после рождения Эммы семья переехала Германию; с 2005 года Тиль и Дана Швайгер живут раздельно, а в 2009 году оформили развод. 
Актёрским дебютом Эммы Швайгер стала эпизодическая роль в фильме «Босиком по мостовой» (2005), режиссёром и продюсером которого был её отец. Через два года, также в фильме отца «Красавчик», который стал самым кассовым немецким фильмом года, она сыграла уже более значительную роль девочки из детского сада по имени Шайен-Блю; в этом фильме Тиль Швайгер задействовал всех своих детей. В 2009 году на экраны вышел сиквел «Красавчика» и Эмма там тоже сыграла Шайен-Блю.
В 2011 году, вновь в фильме отца «Соблазнитель», Эмме Швайгер досталась главная роль — девочки по имени Магдалена. За эту роль юная актриса была номинирована на Kids’ Choice Awards и стала обладателем премий Video Champion и New Faces Award. Летом 2011 года снялась в трагикомедии Und weg bist du, где исполнила роль дочери главной героини; фильм был показан 4 сентября 2012 года на телеканале Sat.1. Также в 2011 году Эмма вместе со своими сёстрами Лилли и Луной была ведущей в детской познавательной передаче про животных Die Pfotenbande телеканала Boomerang; было снято двенадцать эпизодов. С 2 августа по 1 октября 2012 года Эмма вновь снялась в фильме отца «Соблазнитель 2», который вышел в прокат в 2013 году.
В 2014 году Эмма сыграла одну из главных ролей в ещё одном фильме Швайгера — «Мёд в голове», премьера которого состоялась 15 декабря 2014 года.
7 марта 2015 года участвовала в качестве соведущей Йоханнеса Б. Кернера в телепередаче «Начинается игра». С начала июля до 1 сентября 2015 года участвовала в съёмках фильма Conni und Co по мотивам популярной детской книги, где сыграла главную роль. В прокат фильм вышел 18 августа 2016 года.
7 мая 2016 года Эмма Швайгер во время празднования 827-летия Гамбурга стала «крёстной» спущенного на воду нового круизного судна AIDAprima.

## Фильмография
| Год  | Название                            | Персонаж                       |
| ---- | ----------------------------------- | ------------------------------ |
| 2005 | Босиком по мостовой                 |                                |
| 2007 | Красавчик                           | Шайен-Блю                      |
| 2009 | Мужчины в большом городе            | Эмили                          |
| 2009 | Красавчик 2                         | Шайен-Блю                      |
| 2011 | Соблазнитель                        | Магдалена                      |
| 2011 | Die Pfotenbande                     |                                |
| 2012 | Und weg bist du                     | Люси Беккер                    |
| 2013 | Соблазнитель 2                      | Магдалена                      |
| 2013 | Безухий заяц и двуухий цыплёнок     | Двуухий цыплёнок (озвучка)     |
| 2014 | Мёд в голове                        | Тильда                         |
| 2016 | Конни и компания                    | Конни                          |
| 2017 | Конни и компания 2: Тайна Ти-Рекса  | Конни                          |
| 2018 | Мёд в голове (ремейк для Голливуда) | Девушка с фермы в Южном Тироле |
| 2021 | Спасение знакомого нам мира         |                                |
| 2021 | Грязная правда                      | Дженни                         |
| 2023 | Достучаться до небес 2              | Джули                          |

## Награды и номинации
| Награды и номинации | Награды и номинации | Награды и номинации                         | Награды и номинации | Награды и номинации |
| Год                 | Награда             | Категория                                   | Фильм               | Результат           |
| ------------------- | ------------------- | ------------------------------------------- | ------------------- | ------------------- |
| 2011                | Kids’ Choice Awards | Любимый актёр Германии, Австрии и Швейцарии | «Соблазнитель»      | Номинация           |
| 2011                | Video Champion      | Премия молодому актёру/актрисе              | «Соблазнитель»      | Победа              |
| 2011                | New Faces Award     | Премия актёру-ребёнку                       | «Соблазнитель»      | Победа              |